# WTA Tournament of Champions 2011
El Commonwealth Bank Tournament of Champions 2011 es un torneo de tenis individual que se jugó en pista dura indoor. Fue la tercera edición del WTA Tournament of Champions y forma parte del circuito de la WTA. El torneo tuvo lugar por último año en el Bali International Convention Centre en Bali, Indonesia del 3 al 6 de noviembre de 2011.

## Torneo
Es el torneo de fin de temporada para aquellas jugadoras que ganaron uno de los torneos de la categoría International pero que no clasificaron para el WTA Tour Championships. El cuadro de individuales consta de ocho jugadoras, de las cuales las cuatro mejores clasificadas serán las cuatro cabezas de serie. No hay torneo de dobles dentro de este evento.

## Sistema de Clasificación
Las 6 jugadoras mejores clasificadas que hayan ganado al menos un torneo International durante el año y que no hayan jugado en el WTA Tour Championships se clasificarán para el evento. Además la organización entrega dos invitaciones. El 30 de septiembre se anunció que la primera invitación fue otorgada a la campeona defensora, la serbia Ana Ivanovic.
El 20 de octubre de 2011 se anunció que la segunda invitada al torneo sería la china Peng Shuai, quien curiosamente es la mejor clasificada que nunca ha ganado un título en individuales hasta la fecha.

### Campeonas de los Torneos WTA International 2011
| Torneo                                   | Ubicación        | Superficie    | Ganadora                   |
| ---------------------------------------- | ---------------- | ------------- | -------------------------- |
| Brisbane International                   | Brisbane         | Dura          | Petra Kvitova              |
| ASB Clasic                               | Auckland         | Dura          | Greta Arn                  |
| Moorilla Hobart International            | Hobart           | Dura          | Jarmila Groth              |
| PTT Pattaya Open                         | Pattaya          | Dura          | Daniela Hantuchova         |
| Cellular South Cup                       | Memphis          | Dura-Indoor   | Magdalena Rybarikova       |
| Copa BBVA-Colsanitas                     | Bogotá           | Tierra batida | Lourdes Domínguez          |
| Abierto Mexicano Telcel                  | Acapulco         | Tierra batida | Gisela Dulko               |
| Whirpool Monterrey Open                  | Monterrey        | Dura          | Anastasiya Pavliuchenkova  |
| BMW Malaysian Open                       | Kuala Lumpur     | Dura          | Jelena Dokic               |
| Andalucía Tennis Experience              | Marbella         | Tierra batida | Victoria Azarenka          |
| Grand Prix SAR La Princesse Lalla Meryem | Fes              | Tierra batida | Alberta Brianti            |
| Estoril Open                             | Estoril          | Tierra batida | Anabel Medina              |
| Barcelona Ladies Open                    | Barcelona        | Tierra batida | Roberta Vinci              |
| Internationaux de Strasbourg             | Estrasburgo      | Tierra batida | Andrea Petkovic            |
| AEGON Classic                            | Birmingham       | Hierba        | Sabine Lisicki             |
| e-Boks Sony Ericcson Open                | Copenhague       | Dura          | Caroline Wozniacki         |
| UNICEF Open                              | Bolduque         | Hierba        | Roberta Vinci              |
| Poli-Farbe Budapest Grand Prix           | Budapest         | Tierra batida | Roberta Vinci              |
| Collector Swedish Open                   | Bastad           | Tierra batida | Polona Hercog              |
| Internazionali Femminili di Palermo      | Palermo          | Tierra batida | Anabel Medina              |
| Gastein Ladies                           | Bad Gastein      | Tierra batida | María José Martínez        |
| Bakú Cup                                 | Bakú             | Dura          | Vera Zvonareva             |
| Citi Open                                | Washington D. C. | Dura          | Nadia Petrova              |
| Texas Tennis Open                        | Dallas           | Dura          | Sabine Lisicki             |
| Bell Challenge                           | Quebec           | Dura-Indoor   | Barbora Záhlavová-Strýcová |
| Tashkent Open                            | Taskent          | Dura          | Ksenia Pervak              |
| Guangzhou International Women's Open     | Guangzhou        | Dura          | Chanelle Scheepers         |
| Hansol Korea Open                        | Seúl             | Dura          | María José Martínez        |
| Generali Ladies Linz                     | Linz             | Dura-Indoor   | Petra Kvitova              |
| HP Open                                  | Osaka            | Dura          | Marion Bartoli             |
| BGL Luxembourg Open                      | Luxemburgo       | Dura-Indoor   | Victoria Azarenka          |

## Premios y Puntos
El premio en efectivo para esta edición del Commonwealth Bank Tournament of Champions fue de $600,000 dólares estadounidenses.
| Ubicación       | Premio   | Puntos |
| --------------- | -------- | ------ |
| Campeona        | $210,000 | 375    |
| Finalista       | $120,000 | 255    |
| Tercer lugar    | $70,000  | 180    |
| Cuarto lugar    | $60,000* | 165    |
| Cuartofinalista | $35,000  | 75     |

- $50,000 en caso de incumplimiento.

## Jugadoras Clasificadas

### Ranking comparativo de la WTA
| Ranking Individual WTA (24 de octubre de 2011) | Ranking Individual WTA (24 de octubre de 2011) | Ranking Individual WTA (24 de octubre de 2011) | Ranking Individual WTA (24 de octubre de 2011) | Ranking Individual WTA (24 de octubre de 2011) |
| ---------------------------------------------- | ---------------------------------------------- | ---------------------------------------------- | ---------------------------------------------- | ---------------------------------------------- |
| Nº                                             | Jugadora                                       | Ranking                                        | Puntos                                         | Títulos International                          |
| 1.                                             | Marion Bartoli                                 | 9                                              | 4610                                           | Osaka                                          |
| 2.                                             | Peng Shuai                                     | 16                                             | 2825                                           | Wild Card                                      |
| 3.                                             | Sabine Lisicki                                 | 18                                             | 2724                                           | Birmingham Dallas                              |
| 4.                                             | Roberta Vinci                                  | 22                                             | 2110                                           | Barcelona Bolduque Budapest                    |
| 5.                                             | Daniela Hantuchova                             | 23                                             | 2095                                           | Pattaya City                                   |
| 6.                                             | Ana Ivanovic                                   | 26                                             | 1945                                           | Wild Card                                      |
| 7.                                             | Anabel Medina                                  | 28                                             | 1765                                           | Estoril Palermo                                |
| 8.                                             | Nadia Petrova                                  | 31                                             | 1645                                           | Washington D. C.                               |

- Andrea Petkovic, quien tenía una plaza asegurada se bajó del torneo por lesión.
- Anastasiya Pavliuchenkova, quien también tenía una plaza asegurada, se bajó del torneo debido a que fue convocada por Rusia para disputar la final de la Fed Cup 2011.

### Frente-a-Frente Jugadoras Clasificadas
A continuación se muestran los frente-a-frente entre las jugadoras clasificadas al momento de la realización del torneo.
|   |                    | Bartoli | Peng | Lisicki | Vinci | Hantuchova | Ivanovic | Medina | Petrova | Total | YTD W-L |
| 1 | Marion Bartoli     |         | 5–3  | 1–3     | 0–1   | 1–5        | 3–4      | 6–2    | 2–1     | 18–19 | 57–24   |
| 2 | Peng Shuai         | 3–5     |      | 0–2     | 0–1   | 0–1        | 0–3      | 3–0    | 3–2     | 9–14  | 53–20   |
| 3 | Sabine Lisicki     | 3–1     | 2–0  |         | 0–0   | 1–1        | 0–0      | 0–0    | 1–0     | 7–2   | 47–17   |
| 4 | Roberta Vinci      | 1–0     | 1–0  | 0–0     |       | 2–1        | 2–4      | 3–1    | 1–2     | 10–8  | 37–25   |
| 5 | Daniela Hantuchova | 5–1     | 1–0  | 1–1     | 1–2   |            | 2–4      | 3–1    | 3–4     | 16–13 | 41–28   |
| 6 | Ana Ivanovic       | 4–3     | 3–0  | 0–0     | 4–2   | 4–2        |          | 2–1    | 6–5     | 23–13 | 29–20   |
| 7 | Anabel Medina      | 2–6     | 0–3  | 0–0     | 1–3   | 1–3        | 1–2      |        | 1–2     | 6–19  | 38–22   |
| 8 | Nadia Petrova      | 1–2     | 2–3  | 0–1     | 2–1   | 4–3        | 5–6      | 2–1    |         | 16–17 | 24–20   |

## Resultados

### Orden de Juego

#### Cuartos de final
| Fecha      | Hora¹ | Partido            | Partido | Partido            | Resultado          |
| ---------- | ----- | ------------------ | ------- | ------------------ | ------------------ |
| 03.11.2011 | 17:30 | Nadia Petrova      | -       | (2/WC) Peng Shuai  | 6–4, 6–3           |
| 03.11.2011 | 20:00 | (WC) Ana Ivanovic  | -       | (4) Roberta Vinci  | 6–3, 6–3           |
| 04.11.2011 | 17:30 | (1) Marion Bartoli | -       | Anabel Medina      | 6–4, 6–7(7), 0–1 r |
| 04.11.2011 | 20:00 | (3) Sabine Lisicki | -       | Daniela Hantuchova | 6–2, 7–5           |

- (¹) -  Hora local de Bali (UTC +8)

#### Semifinales
| Fecha      | Hora¹ | Partido           | Partido | Partido            | Resultado       |
| ---------- | ----- | ----------------- | ------- | ------------------ | --------------- |
| 05.11.2011 | 14:00 | (WC) Ana Ivanovic | -       | Nadia Petrova      | 6–1, 7–5        |
| 05.11.2011 | 16:00 | Anabel Medina     | -       | (3) Sabine Lisicki | 6–3, 4–6, 4–0 r |

- (¹) -  Hora local de Bali (UTC +8)

#### Tercer y Cuarto Lugar (Exhibición)
| Fecha      | Hora¹ | Partido            | Partido | Partido          | Resultado     |
| ---------- | ----- | ------------------ | ------- | ---------------- | ------------- |
| 06.11.2011 | 13:00 | Daniela Hantuchova | -       | Nadia Petrova(2) | 2–6, 7–5, 0–6 |

- (¹) -  Hora local de Bali (UTC +8)
- (2) -  Debido al retiro de Lisicki, Petrova ganó automáticamente el tercer lugar, sin embargo se enfrentó a Daniela Hantuchova en un partido de exhibición.

#### Final
| Fecha      | Hora¹ | Partido       | Partido | Partido           | Resultado |
| ---------- | ----- | ------------- | ------- | ----------------- | --------- |
| 06.11.2011 | 15:00 | Anabel Medina | -       | (WC) Ana Ivanovic | 6–3, 6–0  |

- (¹) -  Hora local de Bali (UTC +8)

### Cuadro Individuales
|  | Cuartos de final | Cuartos de final   | Cuartos de final | Cuartos de final | Cuartos de final |    |               | Semifinales | Semifinales | Semifinales   | Semifinales        | Semifinales        |            |            | Final         | Final         | Final      | Final | Final |  |
|  |                  |                    |                  |                  |                  |    |               |             |             |               |                    |                    |            |            |               |               |            |       |       |  |
|  |                  |                    |                  |                  |                  |    |               |             |             |               |                    |                    |            |            |               |               |            |       |       |  |
|  | 1                | Marion Bartoli     | 6                | 67               | 0r               |    |               |             |             |               |                    |                    |            |            |               |               |            |       |       |  |
|  | 1                | Marion Bartoli     | 6                | 67               | 0r               |    |               |             |             |               |                    |                    |            |            |               |               |            |       |       |  |
|  |                  | Anabel Medina      | 4                | 7                | 1                |    |               |             |             |               |                    |                    |            |            |               |               |            |       |       |  |
|  |                  | Anabel Medina      | 4                | 7                | 1                |    | Anabel Medina | 6           | 4           | 4             |                    |                    |            |            |               |               |            |       |       |  |
|  |                  |                    |                  |                  |                  |    | Anabel Medina | 6           | 4           | 4             |                    |                    |            |            |               |               |            |       |       |  |
|  |                  |                    | 3                | Sabine Lisicki   | 3                | 6  | 0r            |             |             |               |                    |                    |            |            |               |               |            |       |       |  |
|  | 3                | Sabine Lisicki     | 3                | Sabine Lisicki   | 3                | 6  | 0r            | 7           | 6           |               |                    |                    |            |            |               |               |            |       |       |  |
|  | 3                | Sabine Lisicki     |                  |                  |                  |    |               |             |             |               |                    |                    |            |            |               |               |            |       |       |  |
|  |                  | Daniela Hantuchova | 5                | 2                |                  |    |               |             |             |               |                    |                    |            |            |               |               |            |       |       |  |
|  |                  |                    |                  |                  |                  |    |               |             |             | Anabel Medina | 3                  | 0                  |            |            |               |               |            |       |       |  |
|  |                  |                    |                  |                  |                  |    |               |             |             |               |                    |                    |            |            |               |               |            |       |       |  |
|  |                  |                    | WC               | Ana Ivanovic     | 6                | 6  |               |             |             |               |                    |                    |            |            |               |               |            |       |       |  |
|  | WC               | Ana Ivanovic       | WC               | Ana Ivanovic     | 6                | 6  | 6             | 6           |             |               |                    |                    |            |            |               |               |            |       |       |  |
|  | WC               | Ana Ivanovic       |                  |                  |                  |    |               |             |             |               |                    |                    |            |            |               |               |            |       |       |  |
|  | 4                | Roberta Vinci      | 3                | 3                |                  |    |               |             |             |               |                    |                    |            |            |               |               |            |       |       |  |
|  | 4                | Roberta Vinci      | 3                | 3                |                  | WC | Ana Ivanovic  | 6           | 7           |               |                    |                    | Exhibición | Exhibición | Exhibición    | Exhibición    | Exhibición |       |       |  |
|  |                  |                    |                  |                  |                  | WC | Ana Ivanovic  | 6           | 7           |               |                    |                    | Exhibición | Exhibición | Exhibición    | Exhibición    | Exhibición |       |       |  |
|  |                  |                    |                  | Nadia Petrova    | 1                | 5  |               |             |             |               |                    |                    |            |            |               |               |            |       |       |  |
|  |                  | Nadia Petrova      | 6                | Nadia Petrova    | 1                | 5  | 6             |             |             |               | Daniela Hantuchova | Daniela Hantuchova | 2          | 7          | 0             |               |            |       |       |  |
|  |                  |                    |                  |                  |                  |    |               |             |             |               | Daniela Hantuchova | Daniela Hantuchova | 2          | 7          | 0             |               |            |       |       |  |
|  | 2/WC             | Peng Shuai         | 4                | 3                |                  |    |               |             |             |               |                    |                    |            |            | Nadia Petrova | Nadia Petrova | 6          | 5     | 6     |  |
|  | 2/WC             | Peng Shuai         | 4                | 3                |                  |    |               |             |             |               |                    |                    |            |            | Nadia Petrova | Nadia Petrova | 6          | 5     | 6     |  |
|  |                  |                    |                  |                  |                  |    |               |             |             |               |                    |                    |            |            |               |               |            |       |       |  |